# Adrián Fernández (motociclista)
Adrián Fernández González (Madrid; 31 de enero de 2004) es un piloto de motociclismo español actualmente en la categoría de Moto3. Su hermano mayor, Raúl Fernández, también es piloto de TrackHouse Racing con la marca Aprilia en la categoría de MotoGP.

## Resultados

### European Talent Cup

#### Carreras por año
(leyenda) (Las carreras en negrita indican la pole position, las carreras en cursiva indican la vuelta más rápida)
| Año  | Moto  | 1      | 2      | 3     | 4     | 5       | 6       | 7        | 8       | 9        | 10      | 11     | Pos. | Pts. |
| ---- | ----- | ------ | ------ | ----- | ----- | ------- | ------- | -------- | ------- | -------- | ------- | ------ | ---- | ---- |
| 2017 | Honda | ALB    | ALB    | CAT   | VAL1  | EST1 17 | EST2 13 | JER1 13  | JER2 11 | ARA1 Ret | ARA2 12 | VAL2 4 | 17.º | 28   |
| 2018 | Honda | EST 11 | EST 10 | VAL 4 | VAL 5 | CAT Ret | ARA1 6  | ARA2 Ret | JER1 4  | JER2 Ret | ALB 6   | VAL 3  | 6.º  | 84   |

### Campeonato del Mundo Júnior FIM CEV Moto3

#### Carreras por año
(leyenda) (Las carreras en negrita indican la pole position, las carreras en cursiva indican la vuelta más rápida)
| Año  | Moto      | 1       | 2       | 3        | 4      | 5       | 6        | 7      | 8        | 9       | 10     | 11      | 12     | Pos. | Pts. |
| ---- | --------- | ------- | ------- | -------- | ------ | ------- | -------- | ------ | -------- | ------- | ------ | ------- | ------ | ---- | ---- |
| 2019 | Husqvarna | EST Ret | VAL1 11 | VAL2 12  | FRA 9  | CAT1 11 | CAT2 Ret | ARA 15 | JER1 9   | JER2 12 | ALB 8  | VAL1 11 | VAL2 3 | 9.º  | 63   |
| 2020 | Husqvarna | EST 3   | POR 6   | JER1 Ret | JER2 5 | JER3 26 | ARA1 7   | ARA2 6 | ARA3 Ret | VAL1 7  | VAL2 8 | VAL3 10 |        | 7.º  | 79   |

### Supersport World Championship

#### Por temporada
| Temporada | Cat.  | Moto          | Equipo                          | Número | Carreras | Victorias | Podios | Polo | VRáp | Pts. | Pos. |
| --------- | ----- | ------------- | ------------------------------- | ------ | -------- | --------- | ------ | ---- | ---- | ---- | ---- |
| 2023      | WSSP  | Yamaha YZF-R6 | Evan Bros. WorldSSP Yamaha Team | 31     | 2        | 0         | 0      | 0    | 0    | 1    | 46.º |
| Total     | Total | Total         | Total                           | Total  | 2        | 0         | 0      | 0    | 0    | 1    |      |

#### Carreras por año
(clave) (Las carreras en negrita indican la pole position, las carreras en cursiva indican la vuelta más rápida)
| Año  | Moto   | 1   | 2   | 3   | 4   | 5   | 6   | 7      | 8      | 9   | 10  | 11  | 12  | 13  | 14  | 15  | 16  | 17  | 18  | 19  | 20  | 21  | 22  | 23  | 24  | Pos. | Pts. |
| ---- | ------ | --- | --- | --- | --- | --- | --- | ------ | ------ | --- | --- | --- | --- | --- | --- | --- | --- | --- | --- | --- | --- | --- | --- | --- | --- | ---- | ---- |
| 2023 | Yamaha | AUS | AUS | INA | INA | NED | NED | SPA 18 | SPA 15 | EMI | EMI | GBR | GBR | ITA | ITA | CZE | CZE | FRA | FRA | SPA | SPA | POR | POR | JER | JER | 46.º | 1    |

### Campeonato del Mundo de Motociclismo
Sistema de puntuación de 1993 hasta 2022:
| Posición | 1.º | 2.º | 3.º | 4.º | 5.º | 6.º | 7.º | 8.º | 9.º | 10.º | 11.º | 12.º | 13.º | 14.º | 15.º |
| Puntos   | 25  | 20  | 16  | 13  | 11  | 10  | 9   | 8   | 7   | 6    | 5    | 4    | 3    | 2    | 1    |

Sistema de puntuación desde 2023 en adelante:
| Posición       | 1.º | 2.º | 3.º | 4.º | 5.º | 6.º | 7.º | 8.º | 9.º | 10.º | 11.º | 12.º | 13.º | 14.º | 15.º |
| Puntos         | 25  | 20  | 16  | 13  | 11  | 10  | 9   | 8   | 7   | 6    | 5    | 4    | 3    | 2    | 1    |
| Carrera sprint | 12  | 9   | 7   | 6   | 5   | 4   | 3   | 2   | 1   |      |      |      |      |      |      |

#### Por categoría
| Cat.  | Temp.         | 1.er Gran Premio | 1.er Podio     | 1.ª Victoria  | Carreras | Victorias | Podios | Poles | VR | Pts | CM |
| ----- | ------------- | ---------------- | -------------- | ------------- | -------- | --------- | ------ | ----- | -- | --- | -- |
| Moto3 | 2020-presente | Portugal 2020    | Indonesia 2024 |               | 66       | 0         | 3      | 1     | 2  | 254 | 0  |
| Total | 2020–Presente | 2020–Presente    | 2020–Presente  | 2020–Presente | 66       | 0         | 3      | 1     | 2  | 254 | 0  |

#### Por temporada
| Temp. | Cat.  | Moto      | Equipo                | Carreras | Victorias | Podios | Poles | V.Ráp. | Pts. | Pos. |
| ----- | ----- | --------- | --------------------- | -------- | --------- | ------ | ----- | ------ | ---- | ---- |
| 2020  | Moto3 | Honda     | Rivacold Snipers Team | 1        | 0         | 0      | 0     | 0      | 0    | 31.º |
| 2021  | Moto3 | Husqvarna | Max Racing Team       | 18       | 0         | 0      | 0     | 0      | 30   | 22.º |
| 2022  | Moto3 | KTM       | Red Bull KTM Tech3    | 19       | 0         | 0      | 0     | 0      | 51   | 20.º |
| 2023  | Moto3 | Honda     | Leopard Racing        | 8        | 0         | 0      | 0     | 0      | 25   | 22.º |
| 2024  | Moto3 | Honda     | Leopard Racing        | 20       | 0         | 3      | 1     | 2      | 158  | 6.º  |
| 2025  | Moto3 | Honda     | Leopard Racing        |          |           |        |       |        | *    | *    |
| Total | Total | Total     | Total                 | 66       | 0         | 3      | 1     | 2      | 254  |      |

- * Temporada en curso.

#### Carreras por año
| Año  | Cat.  | Moto      | 1       | 2       | 3       | 4       | 5      | 6       | 7       | 8       | 9       | 10      | 11      | 12     | 13     | 14     | 15      | 16     | 17      | 18     | 19      | 20     | 21  | 22  | Pos. | Pts. |
| ---- | ----- | --------- | ------- | ------- | ------- | ------- | ------ | ------- | ------- | ------- | ------- | ------- | ------- | ------ | ------ | ------ | ------- | ------ | ------- | ------ | ------- | ------ | --- | --- | ---- | ---- |
| 2020 | Moto3 | Honda     | QAT     | SPA     | ANC     | CZE     | AUT    | STY     | RSM     | EMI     | CAT     | FRA     | ARA     | TER    | EUR    | VAL    | POR 18  |        |         |        |         |        |     |     | 31.º | 0    |
| 2021 | Moto3 | Husqvarna | QAT 17  | DOH Ret | POR Ret | SPA 24  | FRA 6  | ITA Ret | CAT Ret | GER Ret | NED Ret | STY 10  | AUT Ret | GBR 19 | ARA 12 | RSM 20 | AME 21  | EMI 13 | ALR 11  | VAL 14 |         |        |     |     | 22.º | 30   |
| 2022 | Moto3 | KTM       | QAT 14  | INA Ret | ARG 13  | AME 14  | POR WD | SPA Ret | FRA 20  | ITA 10  | CAT 9   | GER 8   | NED Ret | GBR 15 | AUT 17 | RSM 16 | ARA 5   | JPN 18 | THA Ret | AUS 18 | MAL 15  | VAL 6  |     |     | 20.º | 51   |
| 2023 | Moto3 | Honda     | POR     | ARG     | AME     | SPA     | FRA    | ITA     | GER 16  | NED Ret | GBR     | AUT     | CAT     | RSM    | IND    | JPN    | INA Ret | AUS 5  | THA 15  | MAL 5  | QAT 17  | VAL 14 |     |     | 22.º | 25   |
| 2024 | Moto3 | Honda     | QAT Ret | POR 10  | AME 11  | SPA 6   | FRA 6  | CAT 10  | ITA 8   | NED 7   | GER 4   | GBR 8   | AUT 6   | ARA 11 | RSM 13 | ERM 8  | INA 2   | JPN 3  | AUS 3   | THA 22 | MAL Ret | SLD 11 |     |     | 6.º  | 158  |
| 2025 | Moto3 | Honda     | THA 3   | ARG 2   | AME 12  | QAT Ret | SPA 4  | FRA 8   | GBR INJ | ARA INJ | ITA Ret | NED Ret | GER Ret | CZE 6  | AUT 8  | HUN    | CAT     | RSM    | JPN     | INA    | AUS     | MAL    | POR | VAL | 9.°  | 79   |

| Color     | Resultado                                                               |
| --------- | ----------------------------------------------------------------------- |
| Oro       | Ganador                                                                 |
| Plata     | 2.ª plaza                                                               |
| Bronce    | 3.ª plaza                                                               |
| Verde     | Finalizó en los puntos                                                  |
| Azul      | Finalizó sin puntos                                                     |
| Azul      | NC - No clasificado                                                     |
| Violeta   | Ret - No terminó (Carrera)                                              |
| Rojo      | DNQ - No se clasificó                                                   |
| Negro     | DSQ - Descalificado                                                     |
| Blanco    | DNS - No empezó (carrera)                                               |
| Blanco    | WD - Retirado (fin de semana)                                           |
| Blanco    | C - Carrera cancelada                                                   |
| Sin color | DNP - Inscrito pero no participó                                        |
| Sin color | INJ - Lesionado                                                         |
| Sin color | EX - Excluido                                                           |
| Estado    | Resultado                                                               |
| Negrita   | Pole position                                                           |
| Cursiva   | Vuelta rápida                                                           |
| †         | Abandona, pero clasifica al completar el porcentaje requerido para ello |